# John Logan
John Logan (* 24. září 1961 San Diego, Kalifornie) je americký scenárista, producent a dramatik.
Vystudoval Northwestern University v Chicagu, kde promoval v roce 1983, poté se věnoval psaní dramat. Broadwayská inscenace jeho hry Červená o Marku Rothkovi byla v roce 2010 oceněna šesti cenami Tony včetně kategorie nejlepší hry. V polovině 90. let 20. století napsal scénář pro svůj první snímek, televizní film Tornado! (1996). Později se jako scenárista podílel na celovečerních snímcích jako Vítězové a poražení (1999), Gladiátor (2000; nominace na Oscara za nejlepší původní scénář), Star Trek: Nemesis (2002), Stroj času (2002), Poslední samuraj (2003), Letec (2004; nominace na Oscara za nejlepší původní scénář), Sweeney Todd: Ďábelský holič z Fleet Street (2007; oceněn Zlatým glóbem pro nejlepší film žánrů komedie nebo muzikál), Rango (2011) či Hugo a jeho velký objev (2011; nominace na Oscara za nejlepší adaptovaný scénář), u některých z nich působil též jako koproducent či producent. Společně s Nealem Purvisem a Robertem Wadem napsal bondovky Skyfall (2012) a Spectre (2015).